# ギフトモール
株式会社ギフトモールは、東京都中央区に本社を置くインターネット関連サービス事業を展開する企業。

## 概要
贈るシーンや贈る相手の属性などに応じて食品や日用品など50万点以上の商品から贈り物を選ぶことができるギフト特化型ECサイト「ギフトモール」を中心に、「Anny」「Best Present」「Best Present Guide」「Magical Trip」「Annyお祝い体験」などのギフトに纏わるオンラインサービスを展開。「ギフトモール」利用者の年齢層は20～40代と幅広く、何を贈ればいいかわからないといった場合には電話やメールで相談ができる「お祝いコンシェルジュ」と呼ばれるサービスも提供している。

## 沿革
- 2014年8月 - 東京都中央区銀座に株式会社ギフトモールを設立。ギフト特化型ECサイト「ギフトモール」リリース[2]。

- 2015年6月 - シンガポールに拠点設立。

- 2017年1月 - インドネシアにてサービスローンチ。

- 2018年
  - 1月 - インドにてサービスローンチ。
  - 10月 - テクノロジー企業成長率ランキング「2018年 日本テクノロジーFast50」13位受賞[3]。
  - 12月 - テクノロジー企業成長率ランキング「2018年アジア太平洋地域テクノロジーFast 500」アジア太平洋地域156位受賞[4]。

- 2019年10月 - テクノロジー企業成長率ランキング「2019年 日本テクノロジーFast50」25位受賞[5]。

- 2020年
  - 3月 - トレンダーズの連結子会社「株式会社BLT」を買収[6]。
  - 5月 - ジャフコグループから総額15億円の資金調達を実施[1][2][7]。
  - 7月 - ベトナムにてサービスローンチ。

- 2021年6月 - 住信SBIネット銀行との提携による法人向けギフトサービスの提供を開始[8][9]。